# Sui Lu
Sui Lu (achternaam: Sui, Chinees: 眭禄, Pinyin: Suī Lù; Zhuzhou, 1 april 1992) is een Chinees toestelturnster gespecialiseerd in de balk en de vloer. Ze maakte geen deel uit van China's olympisch team voor de spelen in eigen land, maar wel voor die in Londen van 2012, waar ze zilver won op de balk na teamgenote Deng Linlin.

## Biografie
Sui Lu begon al op haar derde te turnen en werd in 2000 lid van het turnteam van Shanghai op nationaal niveau. Dat team pakte in 2007 goud op de nationale kampioenschappen. Een jaar later pakte ze daar goud op de balk en de vloer. Ze haalde dat jaar niet het olympisch team omdat haar prestaties op de wereldbekerwedstrijden wisselvallig waren.
In 2009 haalde ze opnieuw het goud binnen op de nationale spelen met het Shanghai-team. Individueel won ze er goud op de vloer en brons op de balk en in de meerkamp. Ze gold sindsdien als de beste Chinese op de balk en de vloer. Dat jaar maakte ze ook haar internationale intrede op de wereldkampioenschappen in Londen, en haalde er brons op de vloer.
Een jaar later, op de wereldkampioenschappen in Rotterdam, won ze brons met het Chinese team en eindigde ze vijfde op de vloer. Een val weerhield haar van de finale op de balk. Later dat jaar won ze op de Aziatische Spelen in Guangzhou vier gouden medailles. Op de wereldkampioenschappen in Tokio zette ze sterke prestaties neer bij al haar oefeningen en hielp haar land zo aan de bronzen medaille. Zelf won ze goud op de balk en zilver op de vloer.
Op de nationale kampioenschappen in 2012 haalde ze opnieuw goud met het team en op de vloer en brons op de balk. Ze haalde deze keer wel het olympisch team, dat op de Olympische Spelen in Londen echter buiten de medailles viel. Wel haalde Sui Lu een zilveren medaille op de balk, na haar land- en teamgenote Deng Linlin.